# سیارک ۶۲۸۷
سیارک ۶۲۸۷ (به انگلیسی: 6287 Lenham، نامگذاری:1984AR) شش هزار و دویست و هشتاد و هفتمین سیارک کشف شده‌است که در ۸ ژانویه ۱۹۸۴ کشف شد.
قدر مطلق سیارک برابر ۱۲٫۵۰ است.